# Книга Илая
«Книга Илая» (англ. The Book of Eli) — постапокалиптический драматический фильм братьев Хьюз. Главные роли исполняют Дензел Вашингтон, Мила Кунис и Гэри Олдмен.
Съёмки фильма начались в феврале 2009 года в Нью-Мексико. Выход фильма в России состоялся 14 января 2010 года.

## Сюжет
Илай  — человек, выживший после глобальной ядерной катастрофы. Он идет пешком через разоренную войной территорию бывших США. На своём пути он заходит в населённый пункт, где правит бандит Карнеги, который ищет какую-то книгу. По ходу действия становится понятным, что имеется в виду Библия, которая, как уверен главарь бандитов, поможет ему распространить свою власть на соседние поселения. Пока же Карнеги подчиняются местные бандиты, живущие за счёт мародёрства.
Карнеги заинтересовывается личностью Илая и предлагает ему остаться. Но тот говорит, что он держит путь на запад. Тогда Карнеги заставляет странника остаться на ночь и приставляет к комнате охранника. Местная слепая жительница Клавдия, к которой властитель городка бывает неравнодушен, приносит гостю еды и воды. Карнеги подсылает к Илаю дочь Клавдии, — Солару, — угрожая дочери убийством матери. Илай оказывает Соларе радушный приём, отвечает на её вопросы о книге, которую он несёт с собой. Солара пытается скрыть от Карнеги полученные сведения, но Карнеги, причиняя физическую боль Клавдии на глазах у Солары, выпытывает у последней сведения о наличии у гостя старой книги, в футляре с изображением креста.
Илай убегает, но Карнеги и его приспешники останавливают его на улице. Когда Илай отказывается отдать книгу, Карнеги приказывает его убить; в последовавшей битве Илай остался нетронутым, но многие приспешники мертвы, а Карнеги ранен в ногу. Солара догоняет Илая и ведёт его к городскому водопроводу, надеясь сопровождать его, но он заманивает её в ловушку внутри и продолжает путь в одиночку. Солара убегает и попадает в засаду двух бандитов, которые пытаются изнасиловать её, но Илай появляется снова и убивает их. Продолжая с ней уже вместе путь к западному побережью, Илай объясняет свою миссию: у него остался последний экземпляр Библии, поскольку все остальные экземпляры были намеренно уничтожены после ядерной войны. Он говорит, что к книге его привел голос в его голове, направивший его в путешествие на запад, в место, где должно быть безопасно, и заверивший, что в этом путешествии его будут защищать и направлять.
В уединенном доме Илай и Солара попадают в ловушку, но им удается развеять подозрения жильцов, Джорджа и Марты, которые приглашают их на чай. Поняв, что Джордж и Марта — каннибалы, Илай и Солара пытаются уйти как раз в тот момент, когда прибывают Карнеги и его люди. В последовавшем противостоянии супруги-каннибалы заняли сторону Илая и Солары. По исходе перестрелки Джордж, Марта и многие из людей Карнеги убиты, а Илай и Солара взяты в плен. Угрожая убить Солару, Карнеги заставляет Илая сдать Библию, сразу же после этого у него получается нанести Илаю тяжёлую огнестрельную рану, и он уезжает со своим караваном, оставив Илая умирать. Карнеги, завладев Библией, пребывает в эйфории, поэтому не сразу замечает, что книга хранится в запираемом футляре. Тем временем, увезённая было караваном Солара добывает себе свободу, уничтожив один внедорожник ручной гранатой и завладев другим, чтобы вернуться к Илаю. Карнеги же, на единственном оставшемся у него автомобиле, с топливом на исходе, предпочитает отступить со своей драгоценной добычей в подвластный ему город.
Солара находит Илая уже ковыляющим по дороге на запад, вместе они доезжают до разрушенного Сан-Франциско, на лодке переправляются на остров Алькатрас. Живущие на острове сообщают, что у них есть печатный станок; а также в их библиотеке есть произведения Шекспира, почти все тома Британники, есть записи Моцарта и Вагнера, но нет Библии. Илай просит принести всю бумагу, на которой можно писать, и диктует текст Библии по памяти. С этого момента зритель начинает догадываться, что Илай был слеп.
Карнеги с помощью своего инженера открывает футляр Библии Илая и обнаруживает, что она написана шрифтом Брайля. Приводят слепую Клавдию и дают ей книгу, но она, пробежавшись руками по священной книге, делает вид, что уже не помнит, как читать. Тем временем Карнеги обнаруживает, что ранение ноги, которое было им получено в перестрелке с Илаем при попытке не дать ему уйти из города с Библией, привело к заражению. У Карнеги начинается лихорадка. Почувствовавшие слабость властителя люди разносят его бар.
На Алькатрасе со слов Илая продолжается запись Библии. После этого её печатают на печатном станке, и Библия занимает своё место в библиотеке. С завершением пути Библии заканчивается и жизненный путь Илая: он умирает и его хоронят на острове. В финале Солара стоит у надгробного камня с именем Илая. Ей предлагают остаться на острове, но она направляется домой.
Фильм заканчивается словами «за кадром» от имени Илая: «Подвигом я подвизался. Путь завершил. Веру сохранил».
На заключительных кадрах Солара, вставив себе в уши наушники, унаследованные от Элая, выступает в путь.

## В ролях
| Актёр              | Роль               |
| ------------------ | ------------------ |
| Дензел Вашингтон   | Илай               |
| Мила Кунис         | Солара             |
| Гэри Олдмен        | Карнеги            |
| Рэй Стивенсон      | Рэдридж            |
| Дженнифер Билз     | Клаудиа            |
| Майкл Гэмбон       | Джордж             |
| Эван Джонс         | Мэртц              |
| Том Уэйтс          | инженер            |
| Малкольм Макдауэлл | Ломбарди           |
| Фрэнсис де ла Тур  | Марта              |
| Крис Браунинг      | главарь налётчиков |

## Создание фильма
В мае 2007 года Warner Brothers утвердила братьев Хьюз в качестве режиссёров фильма «Книга Илая», сценарий для которого написал Гэри Уитта. Это будет первый фильм братьев Хьюз, начиная с того времени, как они сняли фильм «Из ада» (2001). В дальнейшем сценарий был переписан Энтони Пикэмом, а в сентябре 2008 года актёр Дензел Вашингтон был приглашён на главную роль. Далее, в октябре, Гэри Олдмен был приглашён играть вместе с Вашингтоном. Съёмки фильма начались в феврале 2009 года в Нью-Мексико. 11 января в Лос-Анджелесе состоялась премьера фильма. Сопродюсером ленты первый (и на 2019 год — пока единственный) раз попробовал себя сын исполнителя главной роли — Джон Дэвид Вашингтон.

## Выход фильма
Warner Brothers распространяет фильм на территории США и Канады, а Sony Pictures Entertainment — во всём остальном мире, включая Испанию, Португалию, Австралию, Новую Зеландию, Латинскую Америку и большую часть Азии и Восточной Европы. Выход фильма в России состоялся 14 января 2010 года.

## Награды и номинации
- 2010 — 3 номинации на премию «Сатурн»: лучший научно-фантастический фильм, лучший актёр (Дензел Вашингтон), лучший грим.